# جرما تاكن
جرما تاكن (بالإنجليزية: Jorma Taccone)‏ (و. 1977  م) هو ممثل أفلام، وكاتب سيناريو، وممثل تلفزي أمريكي، ولد في بيركيلي، كاليفورنيا.

## التعليم
تعلم في جامعة كاليفورنيا، لوس أنجلوس، وثانوية بيركيلي ‏.

## وصلات خارجية
- جرما تاكن على موقع IMDb (الإنجليزية)
- جرما تاكن على موقع ألو سيني (الفرنسية)
- جرما تاكن على موقع ميوزك برينز (الإنجليزية)
- جرما تاكن على موقع أول موفي (الإنجليزية)
- جرما تاكن على موقع بوكس أوفيس موجو (الإنجليزية)
- جرما تاكن على موقع قاعدة بيانات الأفلام السويدية (السويدية)
- جرما تاكن على موقع إن إن دي بي (الإنجليزية)
- جرما تاكن على موقع ديسكوغز (الإنجليزية)
- جرما تاكن على موقع قاعدة بيانات الفيلم (الإنجليزية)
- جرما تاكن على موقع كينوبويسك (الروسية)